# Bill Mollison
Bill Mollison, właśc. Bruce Charles Mollison (ur. 4 maja 1928 w Stanley na Tasmanii, zm. 24 września 2016 w Hobart) – australijski badacz, autor, naukowiec, wykładowca i naturalista. Uważany za ojca permakultury, systemu projektowania, rozwijanego wspólnie z Davidem Holmgrenem, obejmującego nie tylko rolnictwo, uprawy, architekturę i ekologię, ale także systemy ekonomiczne, strategie terenowe i prawne dla firm i społeczności. Mollison założył na Tasmanii Permaculture Institute, którego głównym celem jest edukacja. Od czasu jego powstania w 1978 szkolenia z zakresu permakultury ukończyło ponad 40 tysięcy słuchaczy.
Mollison jest laureatem nagrody Right Livelihood Award, otrzymanej w 1981. Mollison udzielał konsultacji w Australii i za granicą, m.in. w Brazylii, Fidżi, na Hawajach. Napisał podręcznik uprawy jałowej ziemi dla australijskiego Ministerstwa Edukacji. W 1991 Mollison, jako jedyny Australijczyk, został członkiem Rosyjskiej Akademii Rolniczej w Kursku, utworzonej przez biologa i genetyka Nikołaja Wawiłowa.

## Wybrane dzieła
- Permaculture One: A Perennial Agriculture for Human Settlements (z Davidem Holmgrenem, Trasworld Publishers, 1978) ISBN 978-0-938240-00-6
- Permaculture Two: Practical Design for Town and Country in Permanent Agriculture (Tagari Publications, 1979)
- Permaculture – A Designer's Manual (1988) ISBN 978-0-908228-01-0
- Introduction to Permaculture (1991, Revised 1997) ISBN 978-0-908228-08-9
- The Permaculture Book of Ferment and Human Nutrition (1993, wyd. poprawione 2011) ISBN 978-0-908228-06-5
- Travels in Dreams: An Autobiography (1996) ISBN 978-0-908228-11-9

### Wywiady
- Seeds of Change – wywiad z 2001. seedsofchange.com. [zarchiwizowane z tego adresu (2010-11-15)].
- Wywiad dla Plowboy z 1980
- Wywiad dla Context, 1991. context.org. [zarchiwizowane z tego adresu (2008-01-11)].
- Permakultura – cicha rewolucja
- Wywiad z Billem Mollisonem autorstwa Scotta Londona, 2005

### Wywiady video
- Permaculture: 50-minutowy australijski film dokumentalny z 1989 – zobacz też notatki dla tego video.
- In Grave Danger of Falling Food: inny 50-minutowy australijski film dokumentalny z 1989.
- The Global Gardener część 1: The tropics
- The Global Gardener część 2: Dry Lands
- The Global Gardener część 3: Cool Climates
- The Global Gardener część 4: Urban Settings